# Ллевеллин, Родди
Сэр Родерик Виктор «Родди» Ллевеллин, 5-й баронет (англ. Sir Roderic Victor "Roddy" Llewellyn, 5th Baronet; родился 9 октября 1947 года, Криковелл, Поуис, Уэльс, Великобритания) — британский аристократ, специалист по садовому дизайну, автор ряда книг, ведущий двух телевизионных шоу. Известен в первую очередь из-за своего многолетнего романа с принцессой Маргарет, младшей сестрой королевы Елизаветы II.

## Биография
Родерик Виктор Ллевеллин (как правило, именуется Родди Ллевеллин) принадлежит к валлийскому дворянству. Он был младшим сыном сэра Генри Мортона Ллевеллина, 3-го баронета, чемпиона Олимпийских игр по конкуру (умер в 1999 году), и его жены Кристины Сумарес (умерла в 1998 году). Родди окончил школу в Шрусбери, позже учился в Экс-ан-Провансе во Франции. С детства он интересовался садоводством и поэтому, получив сельскохозяйственное образование, создал компанию, занимающуюся садовым дизайном, — Roddy Llewellyn’s Garden Design. Он регулярно читает лекции о дизайне, публикует в СМИ статьи и колонки (в частности, колонки регулярно выходили в Daily Star с 1981 по 1985 год и в The Mail on Sunday с 1987 по 1999 год). Перу Ллевеллина принадлежит ряд книг по этой теме, он создал и вёл два телевизионных шоу о садовом дизайне. После смерти в январе 2009 года старшего брата Дэвида, оставившего только двух дочерей, Родди унаследовал титул баронета.
Широкую известность Родди Ллевеллин получил из-за своего многолетнего романа с принцессой Маргарет, младшей сестрой королевы Елизаветы II. Этот роман начался в 1973 году, когда Родди было 26, а Маргарет, на тот момент жене Энтони Армстронг-Джонса, 1-го графа Сноудона, — 43. Знакомство состоялось в Эдинбурге, в кафе «Ройал». Спустя три года фотографии влюблённых попали в СМИ, и это вызвало грандиозный скандал. Ллевеллин (в таблоидах его называли тогда «игрушечным мальчиком») выступил с публичным заявлением, в котором сказал: «Я очень сожалею о любом вреде, нанесённом Её Величеству Королеве и королевской семье, которым я хочу выразить величайшее уважение, восхищение и преданность».
В конце концов Маргарет развелась со Сноудоном (отчасти из-за скандала), но Родди на ней так и не женился. Через восемь лет после первой встречи отношения были разорваны, и Родди вступил в брак с Татьяной Манорой Каролиной Соскин, дочерью продюсера Пола Соскина и Миноры Дэвидсон (11 июля 1981 года). В этом браке родились три дочери — Александра Манора Татиана (29 июня 1982), Наташа Анна Кристина (5 апреля 1984) и Рози-Энн Элис (2 апреля 1987). Известно, что принцесса после разрыва сожгла всю переписку с Родди.

## Книги
- Town Gardens. 1981[3].
- Beautiful Backyards. 1986.
- Water Gardens: The Connoisseur’s Choice. 1987.
- Elegance & Eccentricity. 1989.
- Gardening in your face! 1990.
- Grow It Yourself. Gardening with a Physical Disability. 1993.
- Growing Gifts. 1991.
- Roddy Llewellyn’s Gardening Year. 1997.

## В культуре
Родди Ллевеллин стал одним из героев телесериала «Корона», где его сыграл Гарри Тредэвэй. В 2005 году на экраны вышел телевизионный фильм «Сестра королевы», в котором Родди играет Саймон Вудс.